# Fotossensibilidade
Fotossensibilidade também conhecida como alergia ao sol é a reação do sistema imunológico provocada pela exposição a luz solar ou  quando expostas à luz ultravioleta, que pode vir também de câmara de bronzeamento.

## Interpretação na medicina
Pessoas que são fotossensíveis sofrem de desconforto e sofrem facilmente de queimadura solar, a reação é causada por substâncias químicas. O tratamento recomendado é feito por aplicação direta na pele ou medicação por via oral.